# Широкая Дача (Широковский район)
Широкая Дача (укр. Широка Дача) — село,
Николаевский поселковый совет,
Криворожский район,
Днепропетровская область,
Украина.
Код КОАТУУ — 1225855313. Население по переписи 2001 года составляло 593 человека .

## Географическое положение
Село Широкая Дача примыкает к Ингульцу (с 2002 года — район города Кривой Рог).
По селу протекает пересыхающий ручей с запрудой.

## Экономика
- ФХ «Свитанок».

## Национальный состав
По переписи 2001 года, 87,52 % населения в качестве родного языка указали украинский; 8,43 % — русский; 3,54 % — белорусский.

## Объекты социальной сферы
- Фельдшерский пункт.